# الصراع بالوكالة بين إيران وتركيا
الصراع بالوكالة بين إيران وتركيا هو صراع مستمر من أجل النفوذ في الشرق الأوسط والمناطق المحيطة بين جمهورية إيران الإسلامية وجمهورية تركيا. في ما وصف بالحرب الباردة، يدور الصراع على مستويات متعددة حول النفوذ الجيوسياسي والاقتصادي والمذهبي سعيًا وراء الهيمنة الإقليمية بين البلدين بسبب اختلاف المصالح. كان الصراع بين إيران وتركيا أكثر حدة في سوريا والعراق وجنوب القوقاز وليبيا، حيث يؤدي تضارب المصالح بين إيران وتركيا في كثير من الأحيان إلى اشتباكات بين وكلاء البلدين. كلتا الدولتين مدفوعتان أيضًا بالرغبة في أن تصبح القوة الإسلامية المهيمنة في المنطقة.

## الخلفية التاريخية
على عكس خصومات إيران مع المملكة العربية السعودية وإسرائيل، كانت إيران وتركيا جارتين مستقرين بشكل أساسي. وحتى عام 1979، كانت كل من إيران وتركيا جزءًا من حلف بغداد، وهو تحالف مناهض للشيوعية برعاية الولايات المتحدة لمواجهة الاتحاد السوفيتي خلال الحرب الباردة. كلاهما يعتبران حليفين موثوقين في السياسة الخارجية للولايات المتحدة في الشرق الأوسط. تشترك الدولتان أيضًا في التقاليد التركية الفارسية وكانت علاقتهما ودية.
ومع اندلاع الثورة الإيرانية وما تلاها من إنشاء نظام الجمهورية الإسلامية في إيران عام 1979، تغيرت العلاقة بين إيران وتركيا إلى علاقة أكثر تنافسية وعداءً، وإن لم تكن على مستوى موقف إيران تجاه إسرائيل والمملكة العربية السعودية. قدمت الدولة التركية الدعم لعراق صدام حسين خلال الحرب الإيرانية العراقية في الثمانينيات، مما أدى إلى عداوة من القيادة الإيرانية. تبع ذلك لاحقًا صراعات محتملة بين الدولتين فيما يتعلق بنزاع ناغورني قره باغ (أرتساخ)، والصراع التركي الكردي والإيراني الكردستاني، ومؤخرًا بعد الربيع العربي، عندما أدت علاقاتهما المتعددة الأوجه إلى خلافات حول المشرق وشمال أفريقيا، وكذلك البلقان وجنوب آسيا.

## حدود الصراع بالوكالة

### العراق وإقليم كردستان
أثناء الحرب بين إيران والعراق في ثمانينيات القرن الماضي، وضعت تركيا نفسها على الحياد في الحرب، لكن أنقرة زودت بغداد سرًا بالسلع، في المقابل، باع العراق النفط إلى تركيا بسعر أقل بكثير مما ينبغي. أدى دعم تركيا الهادئ للعراق في ذلك الوقت إلى شكوك وانعدام ثقة من النظام الإيراني، الأمر الذي من شأنه أن يؤدي إلى مواجهة مستقبلية بين دولتين.
ومع أن تركيا وإيران عارضتا أيضًا الانفصالية الكردية في العراق، فقد اتُهمت إيران بتزويد الأكراد العراقيين بالأسلحة والذخيرة، بينما رأت تركيا أن أي دولة كردية صاعدة تهدد سلامتها الإقليمية وسعت إلى إحباطها.

### القوقاز
في التسعينيات، ومع سقوط الاتحاد السوفيتي، أعلنت أرمينيا وأذربيجان الاستقلال عن الاتحاد السوفيتي. سرعان ما اعترفت إيران وتركيا باستقلال كلا البلدين، لكن إيران أرادت تحويل أذربيجان إلى نظام إسلامي ثيوقراطي مماثل لتحقيق علاقة ودية، حتى أنها ذهبت إلى حد محاولة تمويل القوات المسلحة الأذربيجانية وإرسال رجال للقتال من أجلها في حرب ناغورني قره باغ (أرتساخ). ومع ذلك، فقد أدى ذلك إلى نتائج عكسية عندما تعاونت القيادة الأذربيجانية بدلًا من ذلك مع تركيا وليس إيران. ومما زاد الطين بلة بالنسبة لإيران، انتخب الأذربيجانيون في عام 1992 رئيسًا تركيًا عموميًا، أبو الفضل إلجي بيك، الذي أدت خطاباته المؤيدة لتركيا إلى نفور إيران من خلال العداء الصريح والتصريحات المعادية لإيران. زودت تركيا أذربيجان باحتياجات الضرورة العسكرية وحتى الأسلحة، وكذلك ساعدت أذربيجان في حصار أرمينيا، بينما شارك الأعضاء الأتراك من تنظيم الذئاب الرمادية علنًا في حرب كاراباخ على الجانب الأذربيجاني؛ ردًا على تزايد المشاعر المعادية لإيران في أذربيجان، تعاونت إيران مع أرمينيا وقدمت مساعدات لأرمينيا وكاراباخ، رغم أنها ضغطت على يريفان لوقف الأنشطة العسكرية على كاراباخ. منذ ذلك الحين، تأثرت العلاقات الإيرانية التركية بظل حرب ناغورنو كاراباخ في التسعينيات حيث اتُهمت إيران بمحاولة الإطاحة بالحكومة الأذربيجانية.
كانت الأنشطة الإيرانية في أذربيجان منذ نهاية الحرب أيضًا موضوع توترات بين إيران وتركيا بسبب تحالف أذربيجان القوي مع تركيا. لقد شدد الرأي المعارض على أن احتضان تركيا وأذربيجان العلني للانفصالية القومية التركية في أذربيجان الإيرانية كان مصدر التوترات المستمرة بين أذربيجان وتركيا وإيران. علاوة على ذلك، تنفذ إيران سلسلة من السياسات القمعية تجاه السكان الأتراك في شمال غرب إيران، وغالبًا ما تضع العلاقات بين طهران وأنقرة موضع تساؤل. سعت الجماعات المسلحة المرتبطة بإيران، مثل حزب الله، إلى ارتكاب هجمات إرهابية في أذربيجان في عامي 2009 و2012 كرد فعل على تحالف أذربيجان مع تركيا وعزل إيران.
في الوقت نفسه، وبعد انتصار الأرمن في حرب التسعينيات، أصبحت إيران وأرمينيا شريكين تجاريين رئيسيين بينما تعثرت علاقات أرمينيا مع تركيا بسبب إنكار الإبادة الجماعية للأرمن في تركيا. اعترفت إيران بشكل غير رسمي بالإبادة الجماعية للأرمن وعوملت الأقلية الأرمنية بشكل أفضل بكثير من الأقلية الأذربيجانية في إيران. وكثيرًا ما نشرت إيران شاحنات في منطقة كاراباخ لمساعدة القوة الأرمينية في جمهورية ناغورني قره باغ (أرتساخ) التي نصبت نفسها بنفسها، مما أثار إدانة من أذربيجان.

### سوريا والإدارة الذاتية
تدهورت العلاقات بين تركيا وإيران منذ عام 2011 عندما اتخذت تركيا وإيران طرفي النزاع؛ انحازت تركيا إلى جانب المعارضة السورية بينما دعمت إيران بشار الأسد في الصراع. بالإضافة إلى ذلك، فقد حارب العديد من الوكلاء الأتراك، حتى أن لبعضهم صلات بجماعات إرهابية سنية مثل تنظيم القاعدة، ضد وكلاء إيران في البلاد.
بالإضافة إلى ذلك، نددت إيران بجميع العمليات العسكرية التي شنتها تركيا (عملية غصن الزيتون، والهجوم التركي 2019 على شمال شرقي سوريا، والعملية العسكرية التركية في محافظة إدلب) ضد الأسد والقوات الكردية. من ناحية أخرى، تعاونت إيران أيضًا، في السر، مع مجموعات كردية سورية مختلفة مثل وحدات حماية الشعب وحزب العمال الكردستاني إلى حد ما، وكلاهما تعتبره أنقرة مجموعات إرهابية، ومن هنا جاءت التوترات لأن الإعلام التركي كثيرًا ما يربط بين إيران وحزب العمال الكردستاني ووحدات حماية الشعب.

### اليمن
عندما بدأ التدخل بقيادة السعودية في اليمن في عام 2015، اتخذت إيران وتركيا جانبين متعارضين، صرح الرئيس التركي أردوغان أنه «يجب على إيران والجماعات الإرهابية الانسحاب» ورد وزير الخارجية الإيراني محمد جواد ظريف «تركيا ترتكب أخطاء إستراتيجية». كما اتهمت تركيا بتقديم معلومات استخبارية ومساعدات للسعودية ضد الحوثيين، الوكيل الإيراني، في اليمن.

### ليبيا
كان دور إيران متعدد الأوجه في الحرب الأهلية الليبية منذ عام 2014 أحد الأسباب الرئيسية لعدم الثقة بين تركيا وإيران. ومع إعلان إيران دعمها السياسي للتدخل التركي في الحرب، إلا أنه كان يُنظر إلى إيران على أنها داعم رئيسي لخصم تركيا، خليفة حفتر، الذي سيطر على مجلس النواب في طبرق. على هذا النحو، دخلت تركيا وإيران أيضًا في قتال حول ليبيا بسبب دور إيران متعدد الأوجه والذي لم يحسم بعد.

### جنوب آسيا
لقد انحازت إيران وتركيا إلى جانب باكستان خلال نزاع كشمير مؤخرًا، إلا أن دور إيران متعدد الأوجه في باكستان تعرض لانتقادات وانعدام الثقة، فضلًا عن دعم إيران غير الحاسم على عكس دعم تركيا المفتوح لباكستان، بسبب علاقات إيران الجيدة مع الهند، وهي الخصم الرئيسي لباكستان وتركيا.
يعود سبب انعدام الثقة العميق إلى معارضة إيران وباكستان العلنية في حربي أفغانستان عامي 1992 و1996، حيث دعمت إيران التحالف الشمالي بينما دعمت باكستان طالبان. ومن المفارقات أن تركيا أصدرت الحد الأدنى من الدعم لتحالف الشمال بسبب وجود أمير الحرب الأوزبكي عبد الرشيد دوستم لكنها لم تتدخل في الحفاظ على العلاقات مع باكستان. لذلك، ومنذ عام 2000، سعت إيران لإغراء الشيعة الباكستانيين لخدمة الصراع الإيراني، وكثير منهم متورط في الحرب في سوريا والعراق ضد المصالح التركية، مما أثار غضبًا في باكستان يطالب السلطات الباكستانية بالتحقيق في تدخل إيران في البلاد، مع أن لباكستان علاقات جيدة مع إيران. وقد تبع ذلك أيضًا اصطفاف باكستان مع غالبية المصالح التركية، مثل الصراع في القوقاز وسوريا، وهو ما شعرت منه إيران بالفزع الشديد. وبالمثل، لم تتفاعل إيران مع طلب باكستان لاحضار قضية كشمير، مما أدى إلى تعقيد العلاقات.

## مشاركات الدول

### أرمينيا
أرمينيا هي حليف قوي وطويل الأمد لإيران بسبب المشاعات التاريخية بين البلدين وأيضًا بسبب معارضة أرمينيا لتركيا. إيران هي أيضًا الداعم الرئيسي لأرمينيا منذ التسعينيات. كانت علاقات إيران الطيبة مع أرمينيا موضع انتقادات وأعمال عدائية من تركيا وأذربيجان، وترى أنقرة أن إيران تستخدم أرمينيا لممارسة نفوذها على أذربيجان وتركيا.

### أذربيجان
يُنظر إلى أذربيجان على أنها أقوى حليف لتركيا بسبب الثقافة والتاريخ المشتركين، كما تعارض أذربيجان بشدة تحالف إيران مع أرمينيا. لذلك، أثرت نظرة أذربيجان تجاه إيران بشدة على علاقات تركيا مع إيران وجعلتها علاقة معادية ومواجهة، وهو ما كان يُنظر إليه على أنه تهديد لمصالح إيران.

### باكستان
سعت باكستان إلى الحفاظ على العلاقات مع كل من إيران وتركيا، ولكن في الغالب، وقفت إلى جانب تركيا ضد إيران، وهذا غالبًا ما وضع إيران وباكستان في مواجهة حيث لا تظهر إيران دعمًا كبيرًا لباكستان وتشكك في تحالف باكستان مع تركيا، لا سيما في القوقاز وسوريا، حيث تدعم باكستان تركيا على حساب إيران، والاتهامات بأن إيران تستخدم الشيعة الباكستانيين لخوض حروبها في الخارج.

### الولايات المتحدة الأمريكية
منذ عام 1979، كانت علاقة الولايات المتحدة متوترة مع إيران بينما تركيا عضو في الناتو، والولايات المتحدة جزء منه. ومع توتر العلاقات بين أنقرة وواشنطن منذ عام 2010، إلا أن الولايات المتحدة لا تزال تسعى للحفاظ على التحالف مع تركيا لردع إيران والتوسع الإيراني، الأمر الذي أثار انتقادات. عارضت تركيا العقوبات على إيران في السنوات الأخيرة، بينما تدعم في الوقت نفسه السياسات الأمريكية المختلفة لمواجهة إيران، لا سيما اغتيال قاسم سليماني في بغداد، والذي وافقت تركيا سراً على إزالة التهديد الإيراني لطموحاتها.

### روسيا
لقد انحازت روسيا إلى إيران بينما لا تثق في تركيا بسبب تحالف أنقرة مع جورجيا وأذربيجان وأوكرانيا. ومع ذلك، وإلى حد بعيد، سعت روسيا إلى حد كبير إلى الحفاظ على العلاقات مع تركيا لأن الموقف العدواني المتزايد لتركيا أزعج الحلفاء الغربيين، حيث تحدت تركيا قيود الناتو لشراء نظام صواريخ إس -400 بينما تحاول في الوقت نفسه دمج تركيا وإيران في نظام مشترك. وهي خطة من شأنها أن تخدم مصالح روسيا، حيث أن تركيا وإيران هما أيضًا داعمتان لحليف روسيا في فنزويلا نيكولاس مادورو.

### الأكراد
كان الأكراد في سوريا والعراق في الغالب معاديين لتركيا، وبينما يبدو أنهم ليسوا ودودين لإيران بسبب معارضة طهران للاستقلال الكردي، فإن الروابط الثقافية المشتركة تجعل علاقات إيران مع الأكراد هنا أسهل وغالبًا ما تزود إيران الأكراد بالأسلحة. وبالتالي، تتعد التوترات عدة مرات بين إيران وتركيا فيما يتعلق بالأكراد بسبب عدم ثقة تركيا في الدعم الإيراني للأكراد.

### الصين
تتمتع الصين في الغالب بعلاقات ودية مع إيران وعلاقة أكثر عدائية مع تركيا بسبب الدعم التركي للأويغور وحركة استقلال تركستان الشرقية. إيران هي إحدى الدول الموقعة على الدفاع عن معسكرات إعادة التثقيف في الصين، بينما أعربت القيادة التركية في بعض الأحيان عن المشاعر المعادية للصين. ووقعت الصين وإيران أيضًا اتفاقًا استراتيجيًا مدته 25 عامًا، اعتبرته أنقرة تهديدًا لطموحات تركيا.

### سوريا
بسبب الدعم التركي للمعارضة، فإن لنظام الأسد رأي سلبي في تركيا. كما وقعت عدة اشتباكات عسكرية ومواجهات بين سوريا وتركيا مما أضر بالعلاقات. بشار الأسد هو أيضًا حليف لإيران بسبب العقيدة الشيعية المشتركة، وقد دعم إيران في العديد من الشؤون ردًا على دعم إيران للنظام السوري، لا سيما خلال نزاع قرة باغ عام 2020 عندما اتهم الأسد تركيا بإشعال الحرب.

### دولة قطر
قطر حليف لتركيا وتربطها علاقات ودية مع إيران بسبب الأزمة الدبلوماسية المستمرة مع المملكة العربية السعودية. وبالتالي، تلعب قطر دورًا متوازنًا في الغالب للحفاظ على علاقاتها، رغم أن قطر تميل إلى تفضيل تركيا قبل إيران.

### المملكة العربية السعودية
بسبب العلاقات العدائية المتزايدة مع تركيا وكذلك الصراع المستمر مع إيران، سعت المملكة العربية السعودية إلى حد كبير إلى استغلال التوترات بين البلدين للتحريض على مزيد من النزاعات بين أنقرة وطهران مع تقوية نفسها، والوقوف مع مختلف الأطراف المتحالفة مع تركيا أو المصالح الإيرانية: على سبيل المثال، السعودية تدعم خليفة حفتر المدعوم من إيران، كما وقفت إلى جانب تركيا في مراحل مختلفة من الحرب الأهلية السورية.

### إسرائيل
تم قطع علاقات إسرائيل مع إيران منذ عام 1979 بينما ساءت علاقات إسرائيل مع تركيا منذ عام 2010، وبالتالي، أصبحت إسرائيل أقل صداقة مع تركيا وانتقدت طموح تركيا التوسعي. ومع ذلك، لا تزال إسرائيل تحافظ على تحالف مع دول مختلفة معارضة لإيران، مثل الإمارات العربية المتحدة وأذربيجان (حليف لتركيا) والهند وكذلك الأكراد، وقد سعت إسرائيل لردع إيران أثناء العمل على احتواء تركيا من التوسع.

### الأردن
ومع أن الأردن لم يشارك كثيرًا في الصراع، إلا أن علاقة الأردن ضعيفة بشكل أساسي مع إيران، بينما يتمتع بعلاقة متوازنة وودية مع تركيا. وقف الأردن إلى جانب تركيا في معظم النزاعات بين أنقرة وطهران، لمنع إيران من التوغل في الأردن بعد تجربة ما يجري في سوريا ولبنان والعراق.